# روپرت هیوز
روپرت هیوز (انگلیسی: Rupert Hughes؛ ‏ ۳۱ ژانویهٔ ۱۸۷۲ – ۹ سپتامبر ۱۹۵۶) تاریخ‌نگار، رمان‌نویس، فیلم‌نامه‌نویس، کارگردان فیلم، بازیگر و نویسنده اهل ایالات متحده آمریکا بود.
از فیلم‌هایی که وی در آن‌ها نقش داشته‌است، می‌توان به رینو، حرف پول، پتنت لتر کید و جان‌فروشی اشاره نمود.